# Arnaud Geyre
Arnaud Pascal Geyre (Pau, 21 aprile 1935 – Château-Thierry, 20 febbraio 2018) è stato un ciclista su strada francese.
Muore a Château-Thierry il 20 febbraio 2018 all'età di 82 anni.

## Palmarès
- Giochi olimpici

Melbourne 1956: oro nella corsa a squadre, argento nella corsa in linea individuale.